# 康斯維爾 (紐約州)
康斯維爾（英語：Conesville）是一個位於美國紐約州斯科哈里縣的鎮。

## 人口
根據2020年美國人口普查的數據，康斯維爾的面積為103.26平方千米，當中陸地面積為102.22平方千米，而水域面積為1.04平方千米。當地共有人口687人，而人口密度為每平方千米7人。